# Simon Foucher
Simon Foucher (Digione, 1º marzo 1644 – Parigi, 27 aprile 1696) abate e canonico, fu un filosofo francese del XVII secolo.

## Biografia
Figlio di un commerciante si avviò ben presto alla carriera ecclesiastica sino a ricoprire la carica di canonico della cattedrale di Digione. Si trasferì quindi a Parigi dove studiò teologia alla Sorbona. Condusse la vita di uomo di lettere e fu in contatto con gli intellettuali del suo tempo.

## Pensiero
In rapporto con gli scienziati e i filosofi a lui contemporanei (Gilles Ménage, Adrien Baillet, Jacques Rohault, Leibniz ) Foucher si rifece allo scetticismo dell'antica Accademia al quale era arrivato partendo dall'analisi del dubbio metodico cartesiano e criticando aspramente la Recherche de la vérité di Malebranche con un'opera Critique de la recherche de la vérité (Parigi 1675) che suscitò un ampio dibattito polemico.
Foucher cercò di conciliare la dottrina scettica con la fede: lo scetticismo non impedisce di essere un buon cristiano anche se le due posizioni sembrano spingerci in due direzioni opposte:

## Opere principali

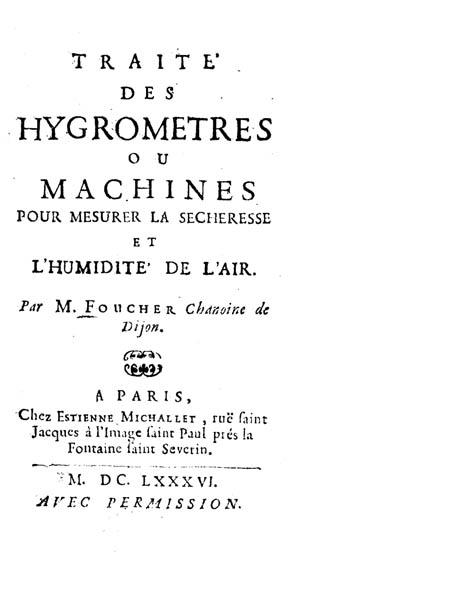
Traité des hygrometres (1686)

- Dissertation sur la recherche de la vérité ou sur la philosophie académique, 1673;
- Critique de la Recherche de la vérité, 1675 (sull'opera di Malebranche) ;
- Corrispondenza con Leibniz (Gerhard, Philosophische Schriften, tome 1, p. 369 e sgg.  qui]).
- Traité des hygrometres ou machines pour mesurer la secheresse et l'humidité de l'air. Par m. Foucher chanoine de Dijon, A Paris, chez Estienne Michallet, rue saint Jacques à l'image saint Paul prés la fontaine saint Severin, 1686.